# Літописець
Літописець — це той, хто писав літопис. Особа, що володіла грамотою і послідовно описувала певні події. Найважливішим джерелом літописця були власні спостереження. Значна частина перших літописців були ченцями.
Для точного, правдивого та якісного подання історичних подій літописець повинен був володіти знаннями не тільки письма, але й військової справи, торгово-економічних відносин, політичними, історичними, релігійними, географічними та іншими знаннями. А також подавати відомості у формі близькій до поетичної.
Перші згадки про літописців у Київській Русі з'явились у Києві та Новгороді майже одночасно, бл. XI ст., проте можна сміливо вважати, що самі літописці з'явились значно раніше.
Найвідомішими слов'янськими літописцями є Нестор, Никон Великий, Козьма Празький, Балика Богдан, Величко Самійло Васильович та багато інших.